# Schefflera schizophylla
Schefflera schizophylla är en araliaväxtart som först beskrevs av Henry Fletcher Hance, och fick sitt nu gällande namn av David Gamman Frodin. Schefflera schizophylla ingår i släktet Schefflera och familjen araliaväxter. Inga underarter finns listade.